# Torpedobåden Hvalrossen
Torpedobåden Hvalrossen var en torpedobåd, der blev bygget af det engelske firma Thornycroft i England i 1884 på bestilling af den danske flåde. Den ankom til Danmark samme år.   

## Tekniske data
Generelt
- Længde: 34,5 m
- Bredde:  3,7 m
- Dybdegående: 2,0 m
- Deplacement: 74 tons
- Fart: 18,5 knob
- Besætning: 15

Armering
- Artelleri: 1 stk 37 mm
- Torpedoapparater: 2 stk 38 cm (I stævnen)

## Tjeneste
- Skiftede i 1912 navn til T. 5. I 1916 omdøbt til P. 3. Udgået 1919.